# Districte de Chicualacuala
El Districte de Chicualacuala és un districte de Moçambic, situat a la província de Gaza. Té una superfície 16.035 kilòmetres quadrats. En 2007 comptava amb una població de 38.917 habitants. Limita al nord amb el districte de Massangena, a l'est amb el districte de Chigubo, al sud-est amb el districte de Mabalane, al sud amb el districte de Mabalane i a l'oest amb la província de Limpopo i Zimbàbue.

## Divisió administrativa
El districte està dividit en tres postos administrativos Chicualacuala, Mapai i Pafuri), compostos per les següents localitats:
- Posto Administrativo de Chicualacuala:
  - Vila Eduardo Mondlane
  - Chicualacuala B
  - Litlatlha
  - Mahatlane
- Posto Administrativo de Mapai:
  - Chidulo
  - 16 de Junho
  - M'Ponze
  - Mapai-Rio
- Posto Administrativo de Pafuri:
  - Mbuzi
  - Mungumbane